# Triumph Adler TA-1000
Triumph Adler TA-1000 (TA-1000) је био професионални рачунар фирме Triumph Adler који је почео да се производи у Немачкој од 1973. године.
Користио је централну процесорску плочу са 112 стандардних TTL кола као микропроцесор. RAM меморија рачунара је имала капацитет од 4 KB. 
Као оперативни систем кориштен је непознато.

## Детаљни подаци
Детаљнији подаци о рачунару TA-1000 су дати у табели испод.
|                       |                                                     |
| [ 1 ]                 |                                                     |
| Произвођач            |                                                     |
| Тип                   | професионални рачунар                               |
| Меморија              | 4 KB                                                |
| Поријекло             | Њемачка                                             |
| Година                | 1973                                                |
| Тастатура             | непознато                                           |
| Процесор              | централна процесорска плоча са 112 стандардних кола |
| Фреквенција процесора | непознато                                           |
| RAM                   | 4 KB                                                |
| ROM                   | непознато                                           |
| Текст                 | непознато                                           |
| Графика               | непознато                                           |
| Боја                  | не                                                  |
| Звук                  | непознато                                           |
| Димензије             | непознато                                           |
| Портови               |                                                     |
| Оперативни систем     |                                                     |